# NGC 4475
NGC 4475 (również PGC 41225 lub UGC 7632) – galaktyka spiralna z poprzeczką (SBbc), znajdująca się w gwiazdozbiorze Warkocza Bereniki. Odkrył ją William Herschel 11 kwietnia 1785 roku.